# Shade (ballroom)
Pour les articles homonymes, voir Shade.

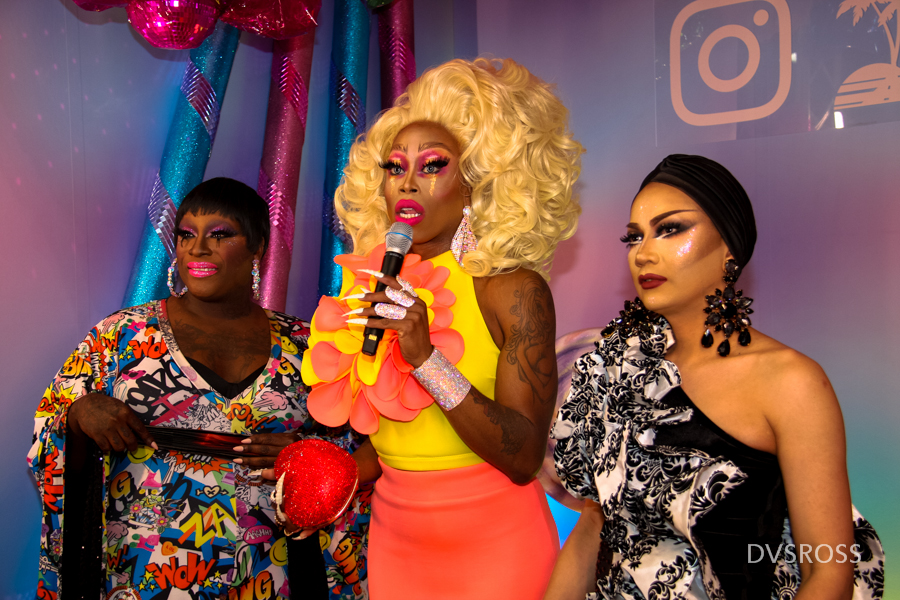
La drag queen Mo Heart (au centre) a été remarquée par PinkNews pour sa bonne shade au cours de la saison 10 de RuPaul's Drag Race.

Dans la culture ballroom, la shade (litt. ombre ou ombrage) est une remarque à l'oral ou un geste ironique servant à analyser quelqu'un (reading someone, « lire quelqu'un ») afin de subtilement faire passer du mépris ou de la désapprobation, mais paradoxalement dans une forme de camaraderie.
Une définition fameuse est donnée par la designer Dorian Corey (en) dans le documentaire Paris is Burning : « La shade, c'est… Je ne te dis pas que tu es moche, mais je n'ai pas besoin de te le dire parce que tu le sais que tu es moche. Voilà la shade. » Selon C. Namwali Serpell, la shade est distincte du trolling parce qu'elle a une fonction de test de connivence, et elle cite également Corey pour affirmer : « La shade vient du reading. C'est le reading qui est apparu en premier. Le reading est le véritable art de l'insulte… Et puis le reading est devenu une forme élaborée qui est devenue la shade. »
Jackie Goldsby, citée par Eve Oishi, distingue les deux pratiques :
« In the ball world the children clarify the workings of power in signifyin(g) exchanges because they split the notion into two forms: “reading” and “shading.” Where the former is an insult that occurs between dissimilarly advantaged speakers, the latter happens when two similarly positioned speakers square off to spar verbally. … To “throw shade,” on the other hand, one addresses an equal on the sly. »
« Dans le monde du ball, les petits jeunes rendent explicites les relations de pouvoir au sein de leurs échanges signifiants, car ils font bifurquer la notion en deux formes : le « reading » (lire) et le « shading » (ombrer/ombrager). Alors que la première forme est une insulte entre personnes de statuts inégaux, la seconde se rencontre lorsque deux orateur·rices dont les positionnements sont similaires se livrent à un règlement de comptes verbal. (...) « Throwing shade », c'est une adresse d'égale à égale en catimini. »
Selon une enquête menée par Seth Davis, la shade, pratique de la communauté queer afro-américaine, est caractérisée par une tension entre agressivité et complicité qui permet de renforcer les liens d'un communauté mais porte aussi en soi le danger d'aliéner. La shade a été empruntée par l'ensemble de la communauté LGBT puis au bout du compte par la pop culture des États-Unis, avec à certains égards des dimensions d'appropriation culturelle.